# Anisoplia agricola
Anisoplia agricola är en skalbaggsart som beskrevs av Nikolaus Poda von Neuhaus 1761. Enligt Catalogue of Life ingår Anisoplia agricola i släktet Anisoplia och familjen Rutelidae, men enligt Dyntaxa är tillhörigheten istället släktet Anisoplia och familjen bladhorningar. Arten har ej påträffats i Sverige. Inga underarter finns listade i Catalogue of Life.

## Bildgalleri

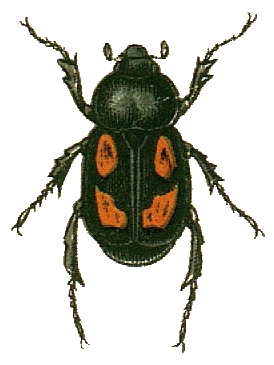
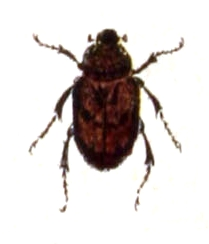
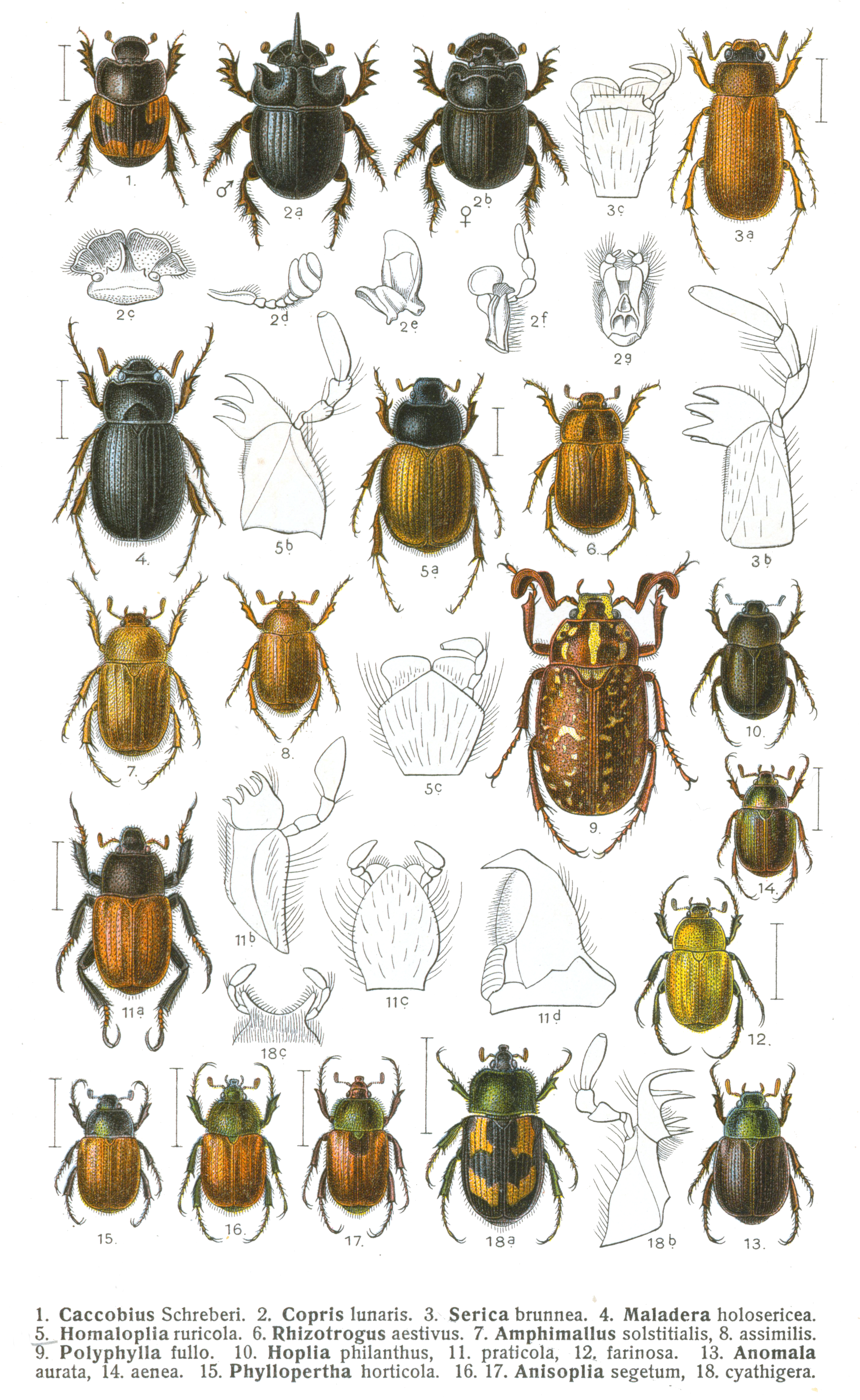